# Madagaskarhoningzuiger
De Madagaskarhoningzuiger (Cinnyris notatus; synoniem: Nectarinia notatus) is een zangvogel uit de familie Nectariniidae (honingzuigers). 

## Verspreiding en leefgebied
Deze soort telt 3 ondersoorten:
- C. n. notatus: Madagaskar.
- C. n. moebii: Grande Comore (de westelijke Comoren).
- C. n. voeltzkowi: Mohéli (de westelijke Comoren).